# Eudorylas quadrifidus
Eudorylas quadrifidus är en tvåvingeart som beskrevs av José Albertino Rafael 1995. Eudorylas quadrifidus ingår i släktet Eudorylas och familjen ögonflugor. Inga underarter finns listade i Catalogue of Life.